# Ana Urushadze
Ana Urushadze (Tiflis, 1990) es una directora y guionista de cine georgiana especialmente conocida por su película Scary Mother premiada en varios festivales de cine.

## Biografía
Su padre es el cineasta Zaza Urushadze, director de Mandarinas (2013) nominada a los Oscar, su abuela quería ser directora de cine pero acabó decantándose por otra profesión. Ana, crece en un ambiente familiar en el que el cine está especialmente presente.
Graduada en la Shota Rustaveli Theatre and Film Georgia State University tras dirigir varios cortometrajes Ideas y One Man Loved Me, dio el paso al largometraje con Scary Mother (Sashishi deda) (2017) coproducción de Gerogia y Estonia película de la que es directora y guionista.
En ella narra historia de Manana, una mujer de 50 años, ama de casa, que se ve forzada a elegir entre la vida familiar y su pasión por la escritura que ha reprimido durante años. La ficción autobiográfica enfrenta a la  protagonista con su estado de letargo pasado para asumir un proceso de emancipación. Para defender sus textos se verá obligada a sacrificar los lazos con sus seres queridos.
La película se estrenó en el Festival de Locarno (Suiza) donde ganó el premio a la mejor ópera prima. También ha sido galardonada en el Festival de Cine de Sarajevo y el Festival Internacional de Cine de Gijón.

## Filmografía
- Ideas
- One Man Loved Me
- Scary Mother (2017) (largometraje)

## Premios y reconocimientos
Por Scary Mother ha recibido diversos premios y nominaciones, entre ellos:
- Premio "Corazón de Sarajevo" al mejor largometraje en la XXXIII edición del Festival de Cine de Sarajevo[3]
- Premio a la mejor dirección del Festival Internacional de Cine de Gijón 2017[7]
- Premio FIPRESCI del Festival de Cine Europeo 2018
- Golden Gate Award como nueva directora en el Festival Internacional de Cine de San Francisco 2018